# 芥隠承琥
芥隠承琥（かいいんしょうこ、? - 1495年6月8日（明応4年5月16日））は、室町時代の日本の禅僧。琉球王国に初めて臨済宗を伝えた。

## 概要
初めは京都・南禅寺の僧で、1450年（宝徳2年）、琉球へ赴き臨済宗を伝える。第一尚氏・第二尚氏の両王統にまたがり、4人の王（尚泰久王・尚徳王・尚円王・尚真王）に仕えた。
尚泰久王は深く芥隠に帰依し、広厳寺・普門寺・天龍寺・崇元寺など多くの仏寺を建立するとともに、梵鐘を多く鋳造させ朝夕撞かせるほどであったが、その多くの銘文は芥隠によるものである。
文正元年（1466年）7月28日に琉球国王の来朝使者として、足利義政邸で義政から直接に謁見されており、庭先に席を設けて、その上で三拝した。礼物は「進物」と呼ばれていた（『斎藤親基日記』）（『蔭凉軒日録』）。
第二尚氏の廟として崇元寺を開いた。第3代の尚真王も深く帰依し、芥隠を開山として1492年、菩提寺として首里に円覚寺を建立した。
芥隠は単に仏僧として活動するだけでなく、永く琉球に留まって王府顧問として日琉の貿易や外交にも従事し、そうした外交僧の代表的存在であった。